# 大庆石化
大庆石化公司，是中国石油天然气股份有限公司的地区分公司。是以大庆油田原油、轻烃、天然气为主要原料，从事炼油、乙烯、塑料、橡胶、化工延伸加工、液体化工、化肥、化纤生产，并承担工程技术服务、生产技术服务、机械加工制造、矿区服务等职能的特大型石油化工联合企业。
公司始建于1962年，前身是大庆石油化工总厂，1999年10月重组分立为大庆石化公司和大庆石化总厂；2007年6月重新整合为大庆石化公司炼油、化肥、化工和腈纶装置，分别于1963年、1976年、1986年和1988年建成投产。经过四十多年的发展，公司逐步形成了以炼化生产为主，工程技术、多种经营、矿区服务并存的四位一体业务格局。

## 組織
- 炼油厂  化肥厂
- 化工一厂  化工二厂
- 化工三厂  塑料厂
- 腈纶厂  热电厂
- 水气厂  储运中心
- 化建公司  机械厂
- 检测公司  开发公司
- 物资供应公司  信息技术中心
- 通讯中心  外事中心
- 培训中心  实业公司
- 消防支队  保卫部
- 久隆房地产公司  餐饮中心
- 物业管理公司  职工医院
- 能源管理中心  离退休管理中心
- 客运中心